# Aleksandr Arekeev
Aleksandr Viktorovič Arekeev (in russo Александр Викторович Арекеев?; Iževsk, 12 ottobre 1982) è un ex ciclista su strada russo.
Professionista tra il 2004 e il 2010, conta la vittoria di una tappa alla Tirreno-Adriatico.

## Carriera
Da junior ha vinto la medaglia di bronzo ai mondiali del 2000. Il principale successo da professionista è stato la seconda tappa della Tirreno-Adriatico nel 2007. Ha partecipato a un'edizione del Giro d'Italia e due campionati del mondo.

## Palmarès
- 2000

Classifica generale Giro della Lunigiana
- 2007

2ª tappa Tirreno-Adriatico (Civitavecchia > Marsciano)

## Piazzamenti

### Grandi Giri
- Giro d'Italia

2007: ritirato (14ª tappa)

### Classiche monumento
- Milano-Sanremo

2006: 55º
- Giro di Lombardia

2005: 44º
2006: 27º

### Competizioni mondiali
- Mondiali su strada

Plouay 2000 - In linea juniors: 3º
Lisbona 2001 - In linea under-23: 35º
Zolder 2002 - Cronometro under-23: 6º
Zolder 2002 - In linea under-23: 57º
Hamilton 2003 - In linea under-23: 32º
Verona 2004 - In linea: ritirato
Salisburgo 2006 - In linea: 44º